# Kamisu
Kamisu (jap. 神栖市, -shi) ist eine Stadt in der Präfektur Ibaraki in Japan.

## Geographie
Kamisu liegt südlich von Kashima und nördlich von Choshi am Pazifischen Ozean.
Der Fluss Tone fließt durch die Stadt von Südwesten nach Südosten.

## Geschichte
Die Stadt wurde am 1. August 2005 gegründet.
Die Naturkatastrophe des Tōhoku-Erdbebens am 11. März 2011 mit dem nachfolgenden Tsunami forderte in Kamisu einen Toten. 140 Wohngebäude wurden völlig und 1.809 weitere teilweise zerstört.

## Städtepartnerschaften
- Eureka (Kalifornien), USA

## Verkehr
- Straße:
  - Nationalstraße 124

## Angrenzende Städte und Gemeinden
- Präfektur Ibaraki
  - Kashima
  - Itako
- Präfektur Chiba
  - Chōshi
  - Katori
  - Tōnoshō

## Persönlichkeiten
- Daichi Ishikawa (* 1996), Fußballspieler
- Yūto Koizumi (* 1995), Fußballspieler